# Kimmirut Airport
Kimmirut Airport (franska: Aéroport de Kimmirut) är en flygplats i Kanada.   Den ligger i territoriet Nunavut, i den östra delen av landet, 2 000 km norr om huvudstaden Ottawa. Kimmirut Airport ligger 53 meter över havet. Den ligger vid sjöarna  Fundo Lake och Soper Lake.
Terrängen runt Kimmirut Airport är platt åt sydväst, men åt nordost är den kuperad. Trakten är glest befolkad. Närmaste större samhälle är Kimmirut, 0,44 km öster om Kimmirut Airport. 
Trakten runt Kimmirut Airport består i huvudsak av gräsmarker.